# Montalvo
Montalvo is een plaats (freguesia) in de Portugese gemeente Constância en telt 1081 inwoners (2001).